# Торре Гросса
Торре Гросса (итал. Torre Grossa) или Большая башня — самая высокая из 14 башен города Сан-Джиминьяно в Тоскане, находится на Соборной площади, рядом с Новым дворцом подесты.
Строительство было начато 21 августа 1300 года, спустя четыре месяца после посещения города Данте Алигьери, и было закончено в 1311 году. Её высота составляет 54 метра. Башня имеет прямоугольное основание и выполнена из каменной кладки. На данный момент это единственная башня в городе, доступная для посещения.
Наверху, с башни открывается великолепный вид на город и окрестности. Также там располагается колокол, опирающийся на висячие арки и покрытый пирамидальной крышей, наподобие Торре Роньоза (однако это не свойственно остальным башням).
Башню можно посетить по единому с Городским музеем билету.

## Галерея

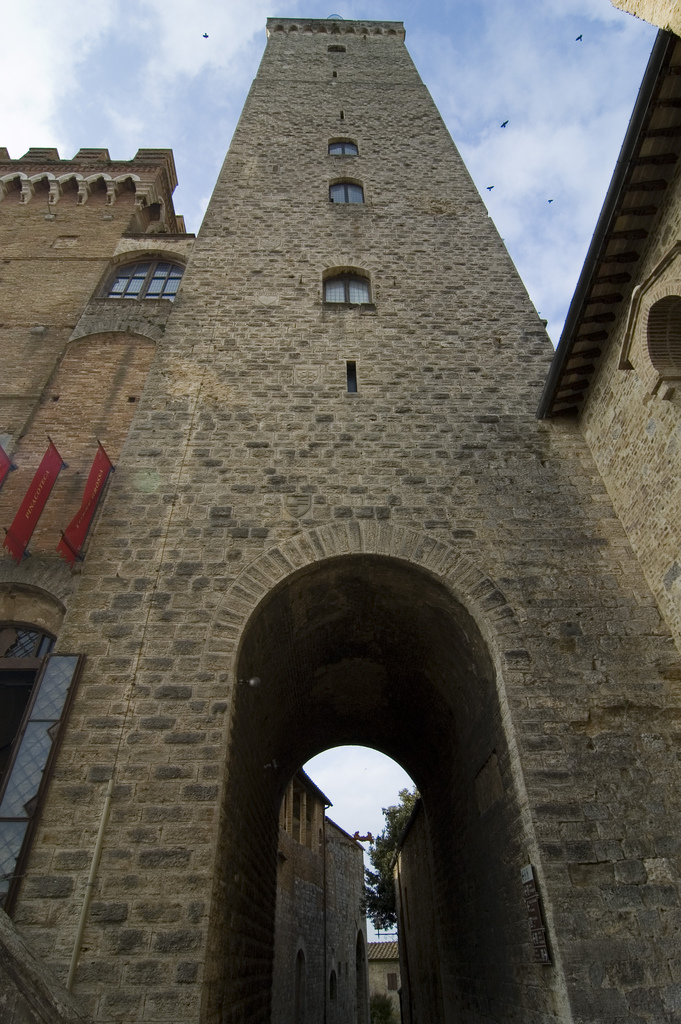
Арка в основании башни
Задняя часть башни
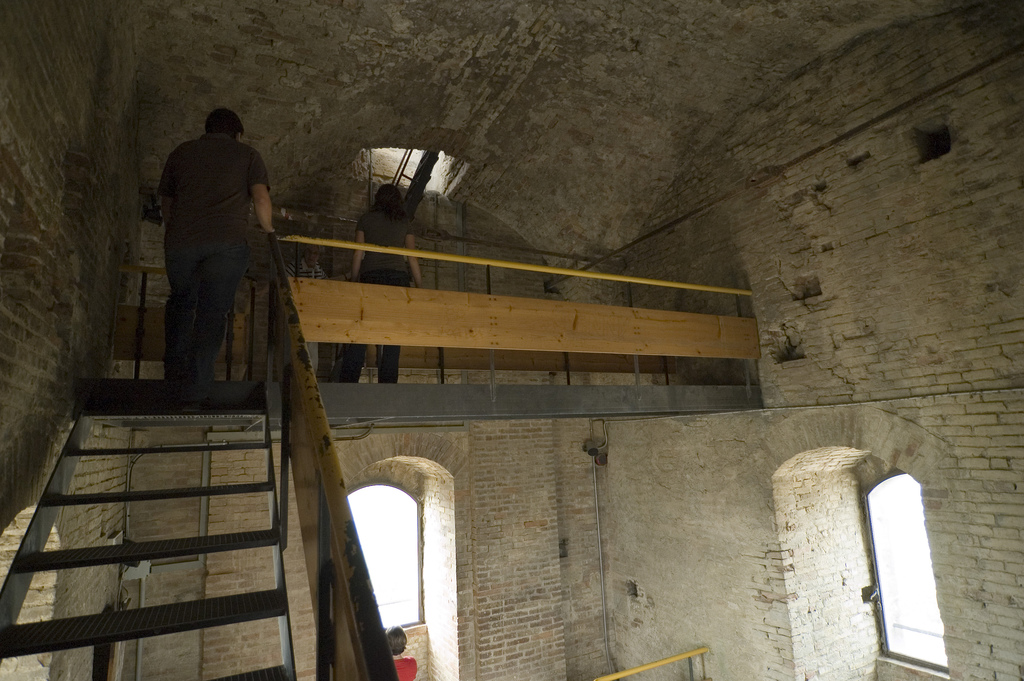
Лестница внутри башни

## В популярной культуре
Торре Гросса можно увидеть в компьютерной игре Assassin's Creed II, чьи действия разворачиваются в конце XV века в нескольких итальянских городах, в том числе и в Сан-Джиминьяно. Также одна из миссий игры проходит в башне.